# Aston Martin Virage

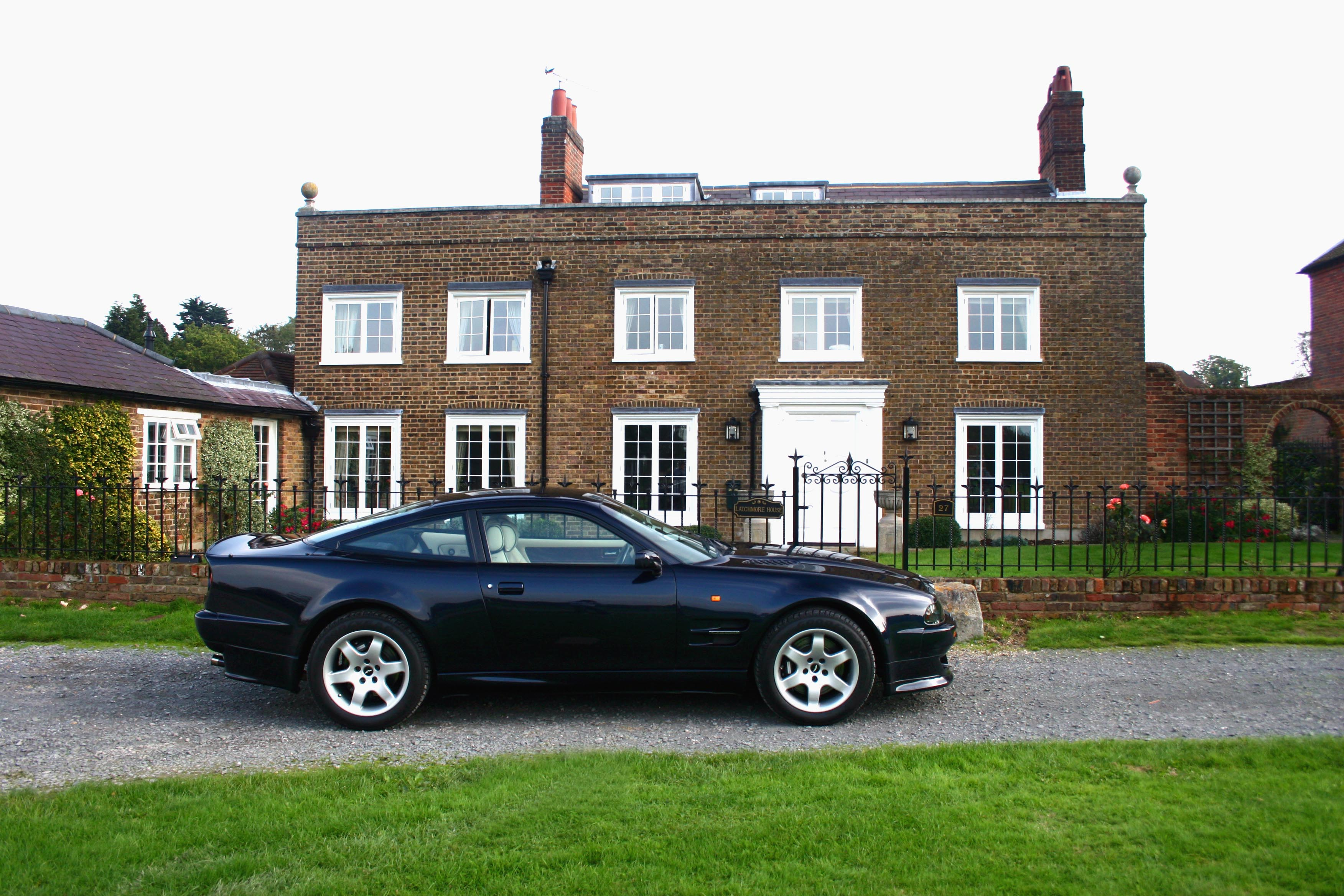
Aston Martin

Aston Martin Virage je sportovní automobil třídy Gran Turismo vyráběný britskou automobilkou Aston Martin ve dvou odlišných generačních modelech. První generace byla vyráběna v letech 1989 až 2000. V roce 2011 automobilka představila stejnojmenný model, umístěný mezi Aston Martin DB9 a Aston Martin DBS, vyráběný do roku 2012. 

## Technické údaje
| Model   | Motor               | Objem    | Výkon  |
| ------- | ------------------- | -------- | ------ |
| Virage  | Vidlicový osmiválec | 5340 cm³ | 330 hp |
| V8      | Vidlicový osmiválec | 5340 cm³ | 350 hp |
| Vantage | Vidlicový osmiválec | 5340 cm³ | 550 hp |